# Characidium lauroi
Characidium lauroi är en fiskart som beskrevs av Travassos, 1949. Characidium lauroi ingår i släktet Characidium och familjen Crenuchidae. Inga underarter finns listade i Catalogue of Life.